# Beretta Modello 38
A Beretta Modello 38 és változatai hivatalosan az olasz hadsereg géppisztolyai voltak, melyeket a második világháború folyamán vetettek be. A MAB 38A (Moschetto Automatico Beretta Modello 1938A), vagy Modello 38A géppisztolyt 1938-ban vezették be. A fegyvereket rendszeresítették a német, román és argentin hadseregben is. Licenc alapján gyártották a Dominikai Köztársaságban .

## Történet
Eredetileg Tullio Marengoni tervezte 1935-ben, a Beretta Modello 1918 géppisztolyból fejlesztette ki, amelyet pedig a Villar Perosa könnyű géppuskából fejlesztették ki még az első világháborúban. A fegyvert sokan a második világháború legsikeresebb és leghatékonyabb olasz kézifegyvereként tartják számon.
Olaszország korlátozott ipara nem volt igazi akadálya a színvonalas és hatékony kézifegyverek fejlesztésének, mivel az akkori fegyverek nagy mennyiségű kisipari és félig kisipari munkaórát igényeltek, hogy jól beállítottak és megbízhatóak legyenek. Ebben az olasz szakosított munkások kiemelkedtek, és különös módon a kezdeti lassú gyártási arány azt jelentette, hogy a géppisztoly nagyobb számban csak 1943 körül vált elérhetővé, amikor a fasiszta rezsim megbukott és Olaszország kettészakadva egyrészt a szövetségesek oldalára állt, másrészt pedig a német kollaboráns RSI oldalán maradt.
Az 1938-as széria rendkívül robusztus volt, és nagyon népszerűnek bizonyult mind a tengelyhatalmak, mind a Szövetséges erők katonái körében, ahol zsákmányolt példányokat használtak. Sok német katona, beleértve az elit erőket, mint a Waffen-SS és az ejtőernyős egységek valójában szívesebben használták a Beretta 38-ast. A fegyver a széles körben elterjedt 9×19 mm Parabellum lőszer erőteljesebb olasz változatát használta, a Cartuccia Modello 38-ast, mivel a Beretta nagyobb lőtávolságra volt képes mint más géppisztolyok. A teljesen automata és a fél-automata tüzelési módok két ravasz segítségével használhatók. A Modello 38 fatusával készült, amely nagyjából 800 mm hosszú volt, súlya pedig 3,3 kg megtöltve, hatásos lőtávolsága pedig 200 méter körül volt.
A Model 1938A felismerhető a nagyszerű mestermunkáról és a perforált hűtőburkolatról a cső körül. 1938 és 1950 között gyártották. 10, 20, 30 és 40 töltényes tárakat készítettek hozzá, tűzgyorsasága 600 lövés/perc. A rövid 10 töltényes tár a rögzített szuronnyal közösen használva nagy népszerűségnek örvendett a Szövetséges és a tengelyhatalmak erői között, foglyok őrzésénél és belső védelmi feladatoknál.
A tagadhatatlan hatékonysága ellenére a Beretta Modello 38 gyártása túl időigényesnek és drágának bizonyult háborúidőben. Marengoni tervezett egy egyszerűbb modellt, amelynél a hűtőburkolatot és a szurony-foglalatot eltávolították, a különálló ütőszeg mechanizmust is törölték, hogy az ütőszeg a zárral szemben helyezkedjen el. Az új modell a Modello 38/42 megjelölést kapta és két változatban gyártották 1942-45 között. Eredetileg bordázott csővel szerelték fel súlycsökkentés céljából, a bordát később eltávolították gyártási idő megtakarítása végett, a sima csövű változat a Modello 38/43 megjelölést kapta. A Modello 38/42 és a 38/43 a 9x19 mm-es lőszert tüzelte 550 lövés/perces tűzgyorsasággal. A MAB 38/42 és a 38/43 típusokat a németek gyorsan rendszerbe is állították MP.738 megjelöléssel.
A Modello 38/44 géppisztolyt, a megjelölés ellenére az 1945-ös év végétől 1949-ig gyártották. Ez a 38/42 alig módosított változata, amelynél a zárat egyszerűsítették és egy nagy átmérőjű helyretoló rugót helyeztek a működtető rugó helyére a gyártási gyorsaság megnövelése céljából. A 38/44 géppisztolyt is rendszeresítette a német hadsereg MP.739 megjelöléssel. A Modello 38/44 egy változatát egy MP40 stílusú behajtható válltámasszal látták el, amely a Modello 38/44 Speciale vagy Modello 2 megjelölést kapta. Németország bukása után a 38/44 gyártása folytatódott némileg átdolgozott formában, Modello 4 megjelöléssel. Marengoni halála után a Beretta egyik mérnöke, Domenico Salza módosította a Modello 4 biztosító rendszerét, amely a Modello 5 megjelölést kapta. A Modello 5 géppisztolyt az olasz hadsereg és rendőrség számára gyártották, illetve még néhány nemzet fegyveres erői számára 1961-ig, amikor a gyártást abbahagyták a modernebb Beretta Modello M12 létrejötte miatt.

## Működés
A Beretta Modello 1938 géppisztoly tömegzáras, választható tüzelésmódú fegyver, amely nyitott zárból tüzel. Eredeti változata egy kis átmérőjű helyretoló rugóval készült, amelyet az acélcsőbe rejtettek, ami a zár hátsó részébe tolódott. Az ütőszeget egy kar működtette, amely a szeget előretolta a gyutacs felé. Az elsütőbillentyű két részre tagolódott (az elülső a fél-automata üzemmód, a hátsó az automata üzemmód), ez jellemző volt az összes alváltozatra. Az eredeti MAB M1938 géppisztoly kar-típusú biztosítóval rendelkezett, amely a tok bal oldalán helyezkedett el; az ezt felváltó kereszt-csavar biztosító a hátsó ravasz mögött kapott helyet; ez arra szolgált, hogy a hátsó ravaszt bebiztosítsa, így csak fél-automata módban lehetett tüzelni a fegyverrel. Mindkét kar a tok jobb oldalán található és kapott egy csúsztatható porvédőt is. Mikor a fegyver kakasát felhúzzák, a lövésznek hátra kell húzni a kart, majd visszaengedni előre, bezárva a reteszt; mikor a fegyverrel tüzelnek, a felhúzó kar mozdulatlan marad. A fegyver lőszerellátása szekrénytárakból működik, amelyet alulról kell behelyezni; az üres hüvelyek, szokatlan módon bal oldalon távoznak, habár a kivetőnyílás egészen messze esik a lövész arcától. A tus fából készült, fél-pisztolymarkolattal; néhány változat behajtható válltámasszal és különálló pisztolymarkolattal készült; ezeket a típusokat főleg ejtőernyős egységeknek szánták. A Beretta Modello 1938 géppisztolyokat relatíve hosszú csővel készítették, amelyekre hűtőrésekkel ellátott burkolatot és nagy csőszájféket erősítettek. 1942-től a csövet lerövidítették, a burkolatot pedig elhagyták. A csőszájféket a cső felső részéből kivágott rések képezték, hogy visszafogják a csőszáj emelkedését automata tüzelés közben. Az eredeti M1938 géppisztolyokhoz tangens-típusú hátsó irányzékokat terveztek, amelyet később egy egyszerűbb és kevésbe drága felhajtható típusú hátsó irányzékra cserélték. Az eredeti M38 géppisztolyokra szuronyt is lehetett rögzíteni, ezt a tulajdonságot is elhagyták a későbbi változatokon.

## Változatok
- Beretta M1938/42 (M38/42): csőburkolat elhagyva, cső rövidítve és bordázva
- Beretta M1938/44 (M38/44): a cső sima; egyszerűsített helyretoló rugó
- Beretta M1938/49 (M38/49): kar-típusú biztosító kereszt-csavar biztosítóra cserélve, nagy ovális gomb alakúra készítették, a tus közepén található. A gyártási minőséget a háború alatt gyártott fegyverek minősége felé növelték
- Beretta Modello 1: egy kísérleti behajtható tussal gyártott modell ejtőernyősök részére, 1941-ben gyártották; burkolat nélküli bordázott fegyvercső, megnövelt tölténytár foglalat, pisztolymarkolat, aláhajtható fém válltámasz
- Beretta Modello 2: behajtható tusú változat ejtőernyősöknek, 1951-ben gyártották; külsőleg a Modello 1-re hasonlít, de az M1938/49 zár és biztosító szerkezetét kapta
- Beretta Modello 3: a Modello 2 továbbfejlesztett változata, 1955-ben fejlesztették ki; automata ütőszeggel, a teleszkópos tust acélból készítették
- Beretta Modello 4: hasonló az M1938/49-hez, de más megjelöléssel
- Beretta Modello 5: hasonló a Modello 4-hez, de a manuális biztosítót automata biztosítóra cserélték.

## Fordítás
- Ez a szócikk részben vagy egészben  a   Beretta Model 38 című angol Wikipédia-szócikk ezen változatának fordításán alapul.  Az eredeti cikk szerkesztőit annak laptörténete sorolja fel. Ez a jelzés csupán a megfogalmazás eredetét és a szerzői jogokat jelzi, nem szolgál a cikkben szereplő információk forrásmegjelöléseként.